# Norman Krasna
Norman Krasna (Queens, Nueva York, Estados Unidos, 7 de noviembre de 1909 - Los Ángeles, California, Estados Unidos, 1 de noviembre de 1984) fue un oscarizado guionista, dramaturgo y director de cine estadounidense. Es conocido por sus comedias, melodramas y primeras cintas de cine negro. 
Krasna también dirigió tres películas durante sus cuarenta años de carrera en Hollywood. Obtuvo cuatro nominaciones a los Premios de la Academia, ganándolo una vez por Princess O'Rourke en 1943, una película que también dirigió. Más tarde en su carrera, también escribió obras de teatro, incluyendo la popular Kind Sir, que él mismo adaptó en 1958 a la película de Stanley Donen Indiscreet, con Cary Grant e Ingrid Bergman como protagonistas. 
Se casó en primeras nupcias con Ruth Frazee en 1940 y se divorció en 1950. Contrajo nuevo matrimonio con la viuda de Al Jolson, Erle Chennault Galbraith, el 1 de diciembre de 1951, con la que tuvo tres hijos y con la que permaneció casado hasta su muerte, el 1 de noviembre de 1984 en Los Ángeles, California.

## Filmografía seleccionada

### Como productor
- 1951: Dos billetes para Broadway (Two Tickets to Broadway). De James V. Kern.
- 1951: Pórtate bien (Behave Yourself!). De George Beck.
- 1952: Hombres errantes  (The Lusty Men). De Nicholas Ray.
- 1952: Encuentro en la noche  (Clash by Night). De Fritz Lang.

### Como guionista
- 1934: La mujer más rica del mundo  (The Richest Girl in the World). De William A. Seiter.
- 1936: Furia (Fury). De Fritz Lang.
- 1939: Mamá a la fuerza  (Bachelor Mother). De Garson Kanin.
- 1941: Matrimonio original  (Mr. & Mrs. Smith). De Alfred Hitchcock.
- 1954: Navidades blancas (White Christmas). De Michael Curtiz.
- 1958: Indiscreta (Indiscreet). De Stanley Donen.
- 1959: ¿Quién era esa chica? (Who Was That Lady?). De George Sidney.
- 1960: Let's Make Love. De George Cukor.
- 1963: Un domingo en Nueva York (Sunday in New York). De Peter Tewksbury.

## Premios y distinciones
Premios Óscar
| Año  | Categoría            | Película                    | Resultado |
| ---- | -------------------- | --------------------------- | --------- |
| 1935 | Mejor argumento      | La mujer más rica del mundo | Nominado  |
| 1937 | Mejor argumento      | Furia                       | Nominado  |
| 1942 | Mejor guion original | El diablo burlado           | Nominado  |
| 1944 | Mejor guion original | Princess O'Rourke           | Ganador   |